# Vall del Madriu-Perafita-Claror
Das Vall del Madriu-Perafita-Claror ist ein ausgedehntes Tal in Andorra, das etwa 9 % der Landesfläche einnimmt. Aufgrund seines kulturellen Reichtums wurde es 2004 in die Liste des UNESCO-Welterbes aufgenommen.

## Geographie und Natur
Das Gletschertal erstreckt sich im Südosten Andorras über eine Fläche von mehr als 4.200 Hektar auf dem Gebiet der Parròquies (Gemeinden) Encamp, Escaldes-Engordany, Andorra la Vella und Sant Julià de Lòria. Umgeben von hohen Gipfeln, die bis zu 2.900 Meter über dem Meeresspiegel liegen, wird es von den Flüssen Madriu, Perafita und Claror durchquert und bietet eine große landschaftliche Vielfalt, von steilen Felswänden bis hin zu Hochweiden und tiefen bewaldeten Tälern. Es ist auch die zweitgrößte Wasserscheide Andorras. Das Tal hat keine Straßenanbindung und ist nur zu Fuß erreichbar.
Das Vall del Madriu-Perafita-Claror umfasst 350 Hochgebirgsfeuchtgebiete, die einige gefährdete Pflanzen- und Tierarten beherbergen, und ist seit 2013 Ramsar-Gebiet.

## Kulturelles Erbe
Das Tal zeugt von traditionellen Landnutzungsformen, die seit Jahrhunderten nahezu unverändert geblieben sind. Dazu gehören die Weidewirtschaft, der Terrassenfeldbau und die Nutzung der Eisenerzvorkommen. Bordes (kleine Steinhäuser), niedrige Steinmauern und gepflasterte Wege sowie verfallene Orris (Ställe mit Käserei), Scheunen und Gießereien prägen das Landschaftsbild.

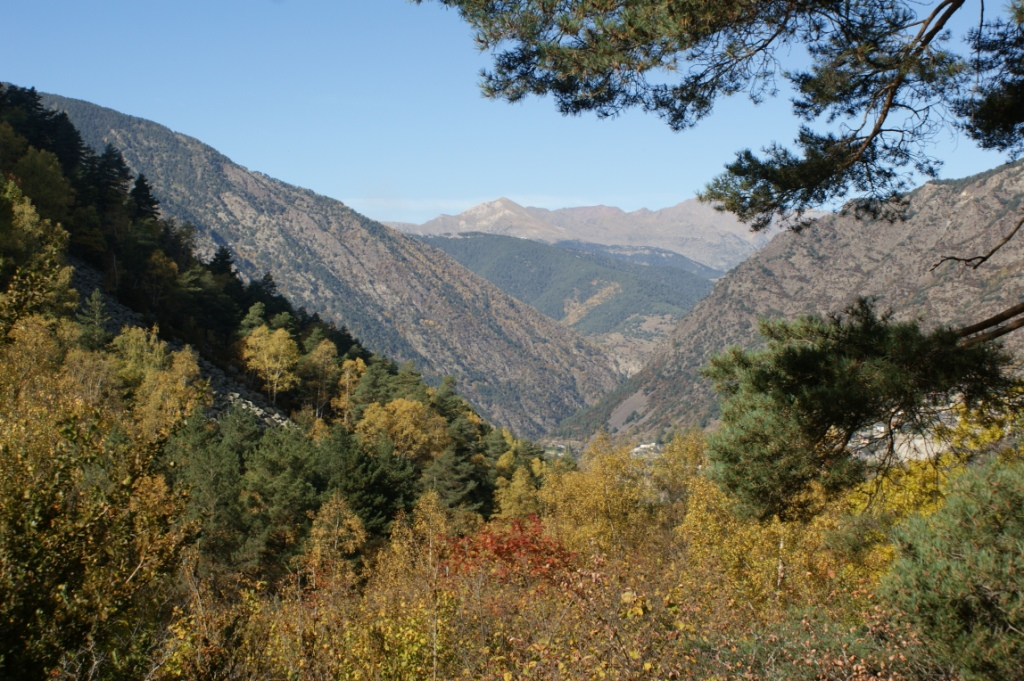
Vall del Madriu-Perafita-Claror
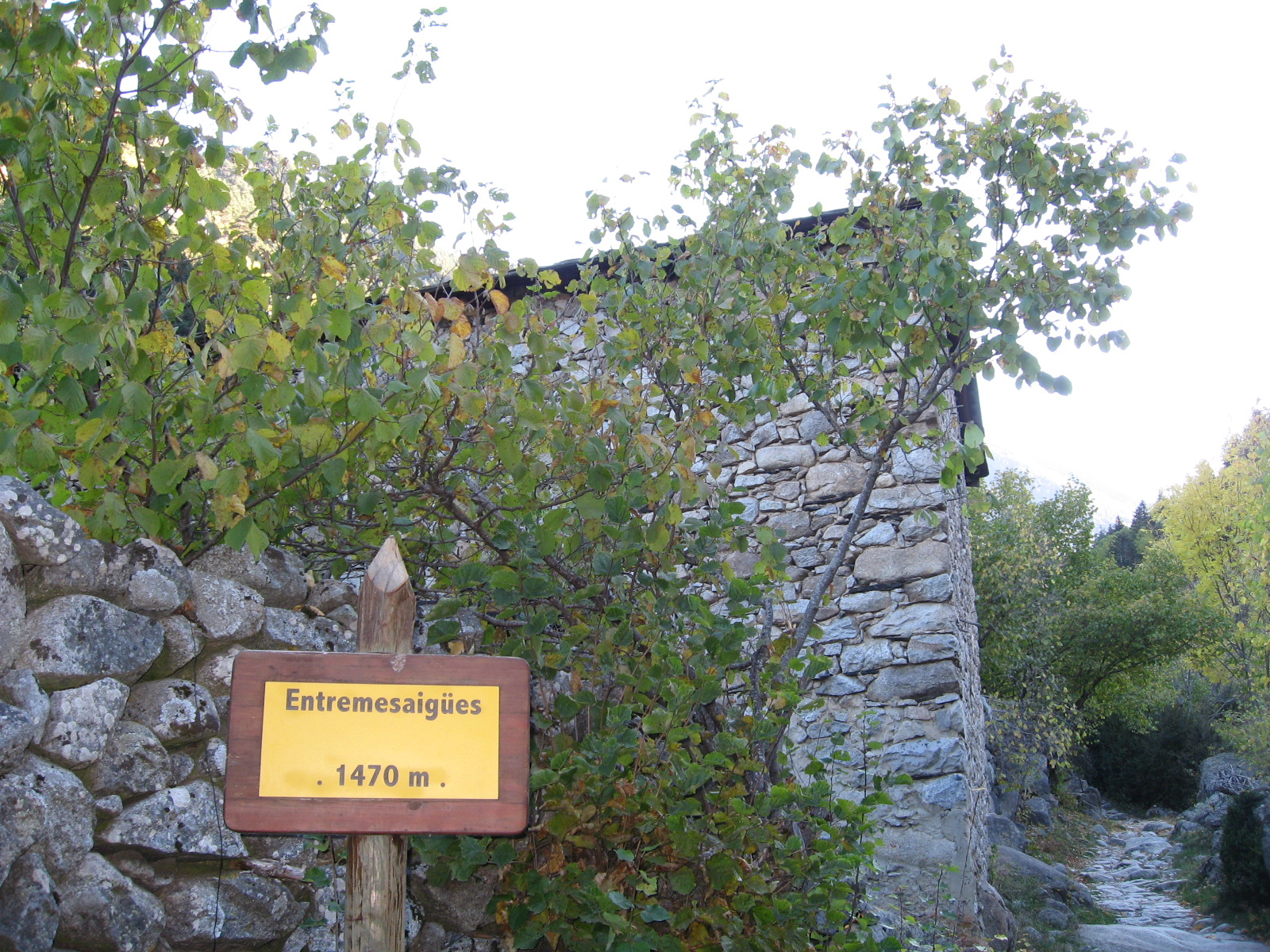
Tal in Entremesaigües

## Geschichte
Das Tal Vall del Madriu-Perafita-Claror war seit dem 13. Jahrhundert bewohnt. Die Orte Entremesaigües und Ramió liegen in einem engen Talstück. Beide Orte waren das ganze Jahr bis in die 1950er Jahre bewohnt und die Bevölkerung betrieb Weidewirtschaft. Es gab zwölf Anwesen in der für Andorra typischen Bauweise mit Granit und Schiefer-Dach. Jedes Haus hat eine große Scheune für die Lagerung von Getreide und Heu. Die Siedlungen sind seit dem Mittelalter umgeben von terrassierten Feldern. Im Mittelalter wurde auch Wein angebaut. Auf den steilen Bergweiden grasten im Sommer Schafe, Kühe, Esel und Pferde. Die Hirten lebten in kleinen Ramión mit Rasendächern. Die Milch der Tiere wurde verwendet, um Käse herzustellen. Das lokale Eisenerzvorkommen wurde vor Ort verarbeitet. Die nötige Holzkohle wurde aus dem Baumbestand der umgebenden Waldregion gewonnen. Die Schmiede, eine so genannte katalanische Stil-Schmiede, typisch für die Pyrenäen, wurde 1790 aufgegeben. In einem aus Steinen errichteten Schachtofen wurde Eisen aus Eisenerz gewonnen. Der mit flachen Steinen gepflasterte Weg verbindet das Tal mit dem Zentrum von Andorra.
Nach einer Zeit der Vernachlässigung wurden zahlreiche Häuser, Hirtenhütten, Moorwege und Feldbegrenzungswände in den letzten Jahren restauriert. Es gibt jedoch keine Pläne eine befestigte Zufahrtsstraße zu bauen. Das Tal soll als unverwechselbarer Bereich für die Landwirtschaft und Viehhaltung erhalten bleiben und nur für begrenzten Tourismus für Wanderer genutzt werden. Die Häuser und die landwirtschaftlichen Nutzflächen in der Nähe der Siedlungen sind die einzigen Bereiche, die in Privatbesitz sind, und entsprechen etwa einem Prozent der Gesamtfläche des Tales.